# Кутеинская типография

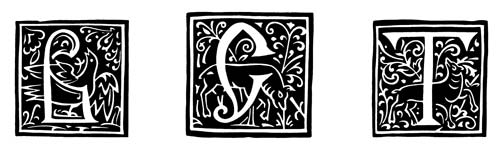
Инициалы из книги «Брашно духовное», изданной Спиридоном Соболем в типографии Кутеинского монастыря.

Кутеинская типография - один из центров белорусского кириллического книгопечатания, действовавший в 1630-1654 годах при Богоявленском Кутеинском монастыре в Орше (совр. Витебской области, Белоруссии).

## История типографии
По приглашению игумена Иоиля (Труцевича), типографию основал известный печатник Спиридон Соболь. Средства, предназначенные на обустройства типографии, выделил Богдан Стеткевич. Соболь привез в Кутейно часть типографского оборудования: два шрифта вместе с несколькими десятками больших и малых инициалов, две рамки для титульных листов, тринадцать досок-заставок, одна из которых некогда принадлежала Ивану Фёдорову, три доски-концовки. Монахами и мастеровыми людьми Орши было вскоре изготовлено остальное необходимое оборудование. В 1630 году под руководством Спиридона Соболя здесь печатается «Брашно духовное», в 1631 — «Молитвослов» и «Букварь», в 1632 — «Часослов», «Новый Завет и Псалтырь» и частично допечатан киевский «Апостол».
В 1632 году, забрав с собой типографское оборудование, Соболь переезжает в местечко Буйничи под Могилёвом, где самостоятельно продолжает печатное дело. После длительного перерыва, типография, возглавляемая уже игуменом Иоилем, следующую книгу издает только в 1636 году. За последующие 18 лет были изданы 11 книг, некоторые из них выдержали несколько изданий: «На „Отче Наш“…» Иоанна Златоуста (1636), «История о Варлааме и Иосафе» (1637), «Дидаскалия» Сильвестра Косова (1637,1653), «Псалтырь» (1642,1650), «Октоих» Иоанна Дамаскина (1646), «Трефологион» (1647), «Диоптра» (1651,1654), «Лексикон» П. Берынды (1653) и другие.
Часть изданных книг («На „Отче Наш“…», «История о Варлааме и Иосафе») были переведены на западнорусский язык. Перевод «Повести о Варлааме и Иосафе» на «просту мову» был выполнен наместником Могилёвского братского монастыря Иоасафом Половком. На титульном листе указано, что перевод сделан «с грецкого и словенского» языков. По видимому, источником для него также послужило издание 1577 года на латинском языке, выполненное Жаком де Билли (Якобом Биллиусом), откуда были заимствованы разбивка на 40 глав и оглавление. Издание Кутеинского монастыря также было снабжено предисловием, «Песнью св. Иоасафа, кгды вышел на пустыню» и маргинальными комментариями.
Кутеинская типография имела прочные связи с местной школой гравюры, к формированию которой также был причастен Спиридон Соболь: все изданные в типографии книги были украшены заставками и имели красиво декорированный лист.
С началом русско-польской войны в 1654-55 годах, по приказу патриарха Никона, монахи Кутеинского монастыря вместе с типографией были переведены в Валдайский Иверский монастырь под Новгородом, где ими было издано ещё несколько книг, в том числе, в 1661 году закончена печать очередного издания «Брашно духовного». В 1665 году, по распоряжению Никона, типографское оборудование было перевезено в Воскресенский монастырь под Москвой. В 1676 году оно было отдано московскому Печатному двору.

## Галерея

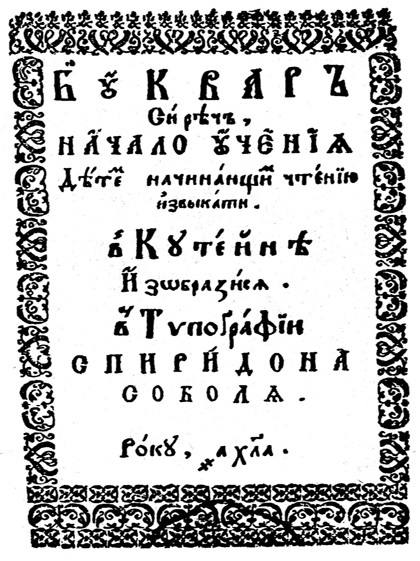
Спиридон Соболь «Букварь». Титульная страница. 1631.
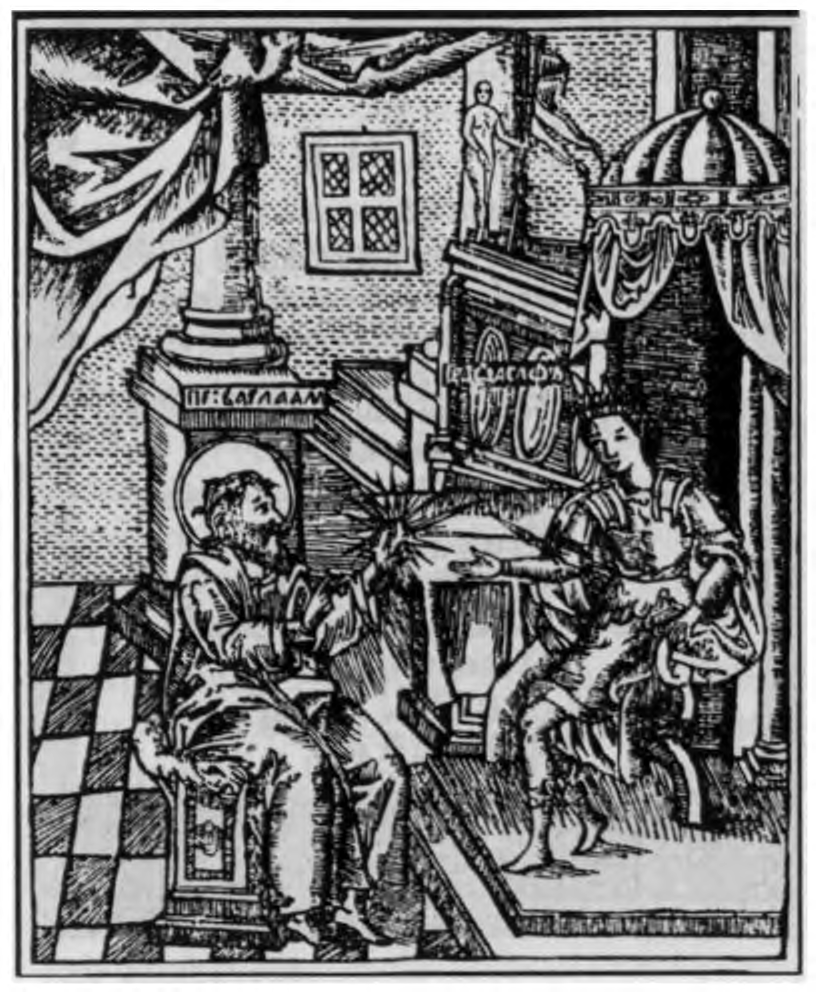
«Варлаам и Иоасаф». Иллюстрация. 1637.
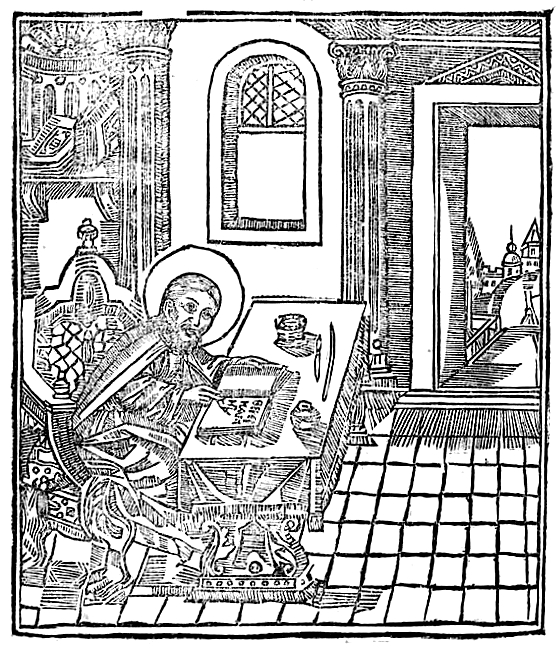
Св. Иоанн Дамаскин. «Октоих». 1646.
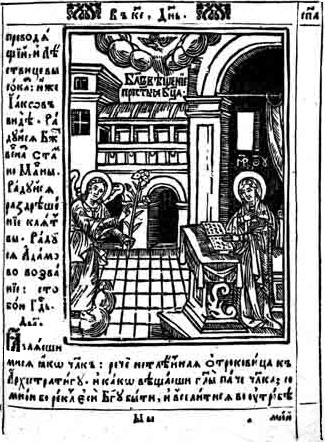
«Трефологион» («Праздничная минея»). Иллюстрация. 1647.
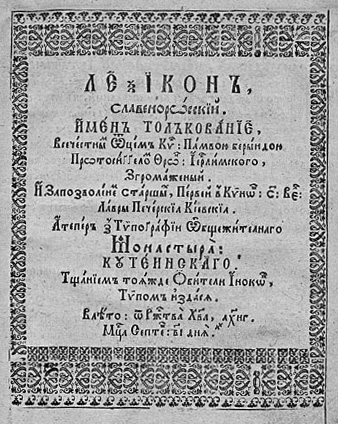
Памво Берында «Лексикон». Титульная страница. 1653.